# Slušajte na toj storone
Slušajte na toj storone (Слушайте на той стороне) è un film del 1971 diretto da Boris Vladimirovič Ermolaev e Badrachyn Sumchu.

## Trama
Il film è ambientato nel 1939. Il distaccamento di Burov fu inviato in Mongolia per distrarre gli invasori giapponesi dai territori con vere ostilità.